# Bol (música)
Un bol es una sílaba mnemónica que se utiliza en la música india para definir la tala (secuencia rítmica). Se trata de una de las partes más importantes del ritmo en la música india. La palabra bol deriva del hindi bolna que significa hablar.
Las sílabas mnemónicas son utilizadas en diferentes situaciones en la percusión clásica de India. Se hallan en el pakhawaj, la tabla y el mridangam.